# ورزشگاه نارسیس سالا
ورزشگاه نارسیس سالا (به اسپانیایی: Estadi Narcís Sala) با ظرفیت ۱۸٬۰۰۰ نفر یکی از ورزشگاه‌های فوتبال کشور اسپانیا است که در شهر بارسلون ایالت کاتالونیا واقع شده‌است. این ورزشگاه در سال ۱۹۷۰ بازگشایی شد و در حال حاضر بازی‌های خانگی باشگاه فوتبال یوا سانت آندرو در آن برگزار می‌گردد.